# Oncobrya decepta
Oncobrya decepta (лат.) — ископаемый вид скрыточелюстных членистоногих из отряда Entomobryomorpha, единственный в составе семейства Oncobryidae Christiansen & Pike, 2002.

## Описание
Обнаружены в канадском янтаре (типовая местность: Grassy Lake, Medicine Hat, CNC June 1974 collection). Кампанский ярус мелового периода (Campanian terrestrial amber; Foremost Formation, Канада, около 80 млн лет назад).